# ألبرت بيري
ألبرت بيري (بالإنجليزية: Albert Berry)‏ أحد الشخصين يرجع لهما الفضل في تنفيذ أول عملية قفز بالمظلة من الطائرة، المنافس الآخر هو جرانت مورتون، الذي يقال أنه قد قفز من طائرة كانت تحلق على شاطئ فينيسيا، كاليفورنيا في وقت متأخر في وقت ما في عام 1911.
في 1 مارس عام 1912، قفز بيري من 1،500 قدم (457 م) وهبط بنجاح في ثكنة جيفرسون، ميزوري.< كان ألبرت بيري نجل سائق المنطاد جون بيري.